# 主流
主流（英語：Mainstream）是被廣泛散布的思想。人數上佔多數，了解與支持這種想法的群眾，稱為主流派，主流想法形塑的文化則稱為主流文化。主流文化包括了流行文化與媒體文化，在現代社會中，這類想法透過大眾媒體被傳播開來。在主流之外，存在著次文化與反文化。